# 古巴航空9646號班機空難
古巴航空9646號班機是古巴航空運營的一班由哈瓦那經米蘭至科隆的非定期包機。1989年9月3日，編號為CU-T1281的伊爾-62M執行此班機，在何塞·馬蒂國際機場起飛後不久即因惡劣天氣墜毀。機上126人及地面25人在事故中遇難。

## 事發經過
CU-T1281號飛機在暴雨和速度達30-40km/h的強風中起飛。機師將襟翼角度由最初的30º調至15º，以獲得速度，但阻礙了飛機獲得升力的可能。飛機爬升至53米，隨後因向下氣流而下降，撞向跑道盡頭，撞擊導航設施及一座小山後墜入居民區，而撞擊距起飛僅1分鐘。機上的115名乘客和11名機組人員全部遇難，乘客中多數為度假的意大利人。 地面亦有45人死亡。

## 原因
調查表明9646號班機失事的原因是機師執意在惡劣天氣下起飛，低估了此條件下起飛的危險性，錯判了飛機在惡劣天氣下的性能。

## 事後
截至2013年10月，此次空難仍是古巴最嚴重的航空事故，其次是1977年發生的蘇聯民航331號班機空難。

## 腳註

## 外部連結
- . 紐約時報. 美联社. 1989-09-04  [2012-08-07]. （原始内容存档于2012-08-07）.